# صحراء وشبه صحراء الخليج العربي
تُغطي صحراء الخليج العربي والمنطقة شبه الصحراوية البيئية (WWF ID: PA1323) السهل الساحلي الصحراوي في شمال غرب الخليج العربي، في شمال شرق شبه الجزيرة العربية، من الكويت في الشمال إلى قطاع ساحلي صغير في الإمارات العربية المتحدة إلى الجنوب الشرقي.

## الموقع والوصف
يحدها من الشرق الخليج العربي، المنطقة البيئية محاطة فعليًا من جوانبها الأخرى بالصحراء العربية. تعتبر المناطق الداخلية للمنطقة البيئية امتدادًا مسطحًا للسهل الساحلي، وتنتهي عند الكثبان الرملية ذات اللون الأحمر والبني لصحراء الدهناء، وفي الجنوب عند حافة «الربع الخالي» بالمملكة العربية السعودية. أقصى ارتفاع في المنطقة البيئية هو 313 متر (1,027 قدم).
من الناحية الجيولوجية، السهول هي عبارة عن رواسب بحرية تم وضعها في العصر الثالث (منذ 66 إلى 3 ملايين سنة)، عندما كانت المنطقة مغمورة بشكل متقطع. بسبب الحجر الجيري، فإن رمال المنطقة البيئية أكثر بياضًا من تلك الموجودة في الصحاري الأخرى في شبه الجزيرة العربية، والتي غالبًا ما تكون نارية ومتحولة. على طول الساحل توجد المنخفضات الملحية المسطحة المعروفة باسم السبخات.

## المناخ
مناخ المنطقة البيئية هو مناخ صحراوي حار (تصنيف كوبن للمناخ (BWk)). يتميز هذا المناخ بهواء مستقر وضغط مرتفع عالياً، مما ينتج عنه صحراء قاحلة وحارة. متوسط درجات الحرارة في الأشهر الحارة عادة ما بين 29–35 °م (84–95 °ف). تم تسجيل درجات حرارة قصوى تبلغ 50 50 درجة مئوية (122 درجة فهرنهايت). غالبًا ما تجلب الرياح الشمالية عواصف رملية. يمكن أن تصل الرطوبة بالقرب من الساحل إلى 90% في الصيف. متوسط هطول الأمطار السنوي بين 75-150مم في السنة، تحدث في فصل الشتاء.

## النباتات والحيوانات
95% من الأراضي عبارة عن أرض جرداء أو نباتات متفرقة. الغطاء النباتي عبارة عن شجيرات صغيرة، وعشب أجمي، وشجيرات الأثل أكبر حجماً من حين لآخر. تتميز النباتات بالقرب من الساحل بوجود (Haloxylotea salicornici) و (Suaedetea deserti). أكثر الشجيرات انتشارًا هي العرفج والرمث الخريزي والأرطاة. الحشائش الشائعة هي الثمام المنتفخ وعشب البحر الأبيض المتوسط الصمعاء؛ أما الرواسب الشائعة فهي السعد.
على الساحل، تعتبر المسطحات الطينية والجزر الواقعة بين المد والجزر موطنًا مهمًا للتكاثر والراحة للطيور المهاجرة. يعيش الغاق السقطري في مستعمرات مهمة، لا سيما في منطقة محمية بجزر حوار في البحرين. في الداخل، توجد بقع صغيرة من الأراضي المروية فوق طبقات المياه الجوفية تخلق موائل الأراضي الرطبة التي تدعم الطيور والأنواع المهاجرة التي تشمل ضفادع المستنقعات (ضفدع الماء الأخضر) وسلاحف بحر قزوين (Clemmys caspica). الثدييات المميزة للمنطقة البيئية هي الثعلب الأحمر، والقواع الصحراوي، والقنفذ الحبشي.

## مناطق محمية
ما يقرب من 4% من المنطقة البيئية محمية رسميًا. تشمل هذه المناطق المحمية:
- وادي الباطن

## الحفظ والتهديدات

### حروب الخليج
في يناير 1991 أثناء حرب الخليج الثانية، أطلقت القوات العراقية حوالي 1.7 مليون متر مكعب (11 مليون برميل) من النفط من صهاريج التخزين والناقلات مباشرة في الخليج العربي. كما دمرت في فبراير 1164 بئر نفطي كويتي. استغرق إطفاء حرائق النفط تسعة أشهر. وقد أدت هذه الانسكابات النفطية إلى تلويث 1,000 كيلومتر (620 ميل) من ساحل الخليج العربي. نتج عن التلوث نفوق آلاف الطيور المائية وإلحاق أضرار جسيمة بالنظام البيئي المائي للخليج العربي، وخاصة الجمبري والسلاحف البحرية وأبقار البحر والحيتان والدلافين والأسماك. كما أطلقت الآبار المتضررة 10 ملايين متر مكعب (60 مليون برميل) من النفط في الصحراء وتشكلت البحيرات (إجمالي مساحة 49 كيلومترًا مربعًا). كل هذا الضرر تم القيام به لعرقلة قوات التحالف.

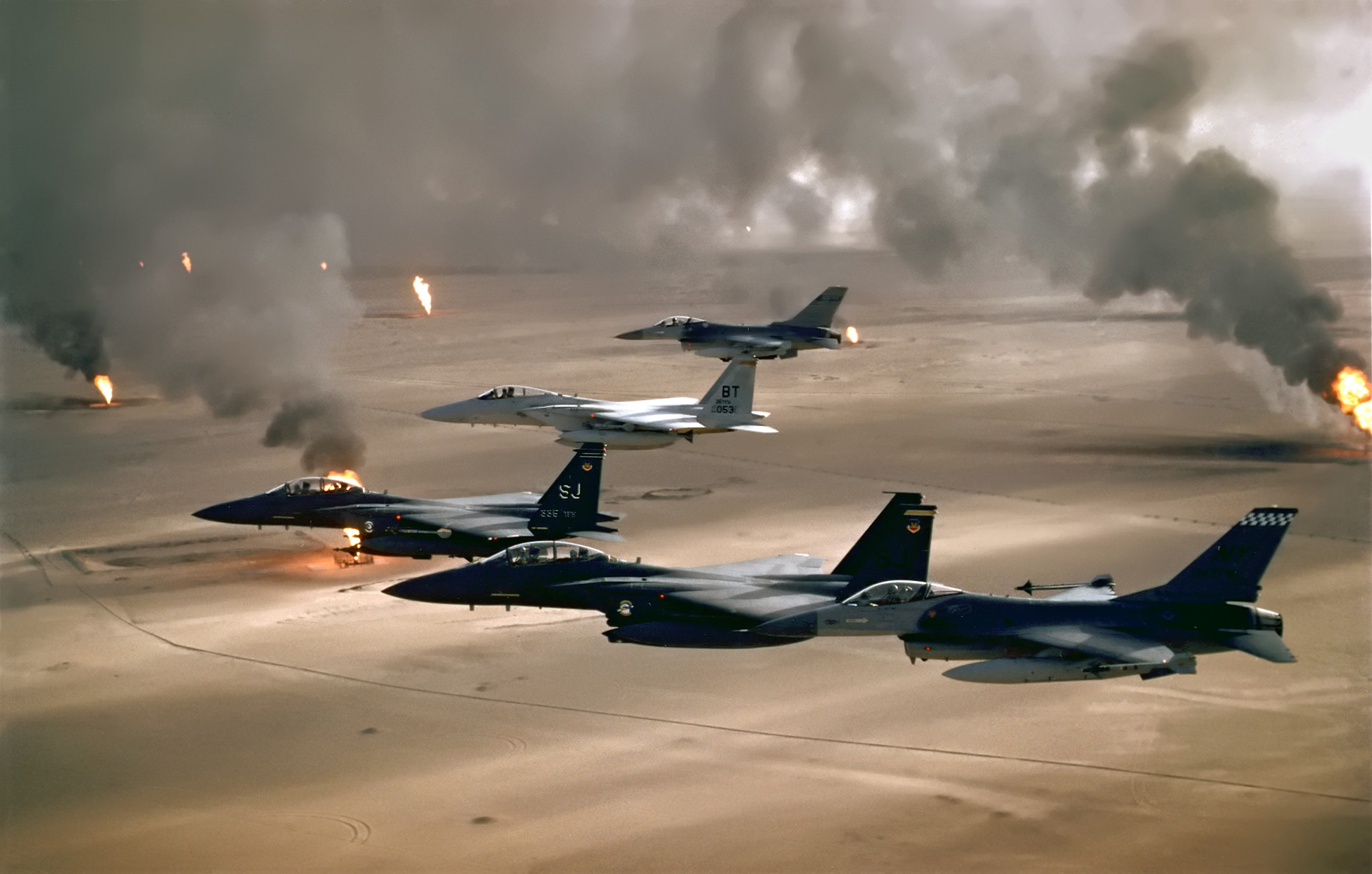
طائرات التحالف تحلق فوق آبار النفط الكويتية المحترقة في عام 1991

قبل حرب العراق عام 2003 بقليل، أُشعلت النيران في حقول نفط مختلفة.